# Йоги Адитьянатх
Йо́ги Ади́тьянатх (хинди योगी आदित्यनाथ, IAST: Yogī Ādityanāth, англ. Yogi Adityanath; имя при рождении — Аджай Сингх Бишт, англ. Ajay Singh Bisht; род. 5 июня 1972 года) — индийский религиозный и политический деятель, член Бхаратия джаната парти, главный министр штата Уттар-Прадеш (с 2017 года). Придерживается индуистских националистических убеждений. В 1998 году, в возрасте 26 лет, стал самым молодым депутатом Лок сабхи (нижней палаты Парламента Индии). Позднее ещё четыре раза избирался в парламент от избирательного округа Горакхпур.
С 2014 года Адитьянатх также является махантом (главным жрецом) Горакхнатх-матха — шиваитского храма в Горакхпуре.